# Rocambolle le bateleur
Rocambolle le bateleur est une comédie populaire en deux actes d'Eugène Labiche, représentée pour la première fois à Paris au Théâtre des Folies-Dramatiques le 22 avril 1846.
- Collaborateur Auguste Lefranc.
- Éditions Michel Lévy frères.

## Distribution
| Acteurs et actrices ayant créé les rôles  |                   |
| Personnage                                | Acteur ou actrice |
| Rocambolle                                | M. Dumoulin       |
| Pitiful, Anglais ridicule                 | M. Belmont        |
| Ventadour, tailleur de régiment           | M. Coutard        |
| Mic-Mac, domestique de Rocambolle         | M. Blum           |
| Chalamel, soldat                          | M. France         |
| Un caporal                                | M. Desquels       |
| Un autre caporal                          | M. Vésiant        |
| Catherine, cantinière, femme de Ventadour | Mme Chatillon     |